# Délégation du gouvernement en Cantabrie
La délégation du gouvernement en Cantabrie est un organe du ministère de la Politique territoriale. Le délégué représente le gouvernement de l'Espagne dans la communauté autonome de Cantabrie.

## Structure

### Siège
Le siège de la délégation du gouvernement en Cantabrie se situe au 25 rue Calvo Sotelo à Santander, la capitale régionale.

## Titulaires
| Délégués | Délégués                            | Dates du mandat | Dates du mandat | Parti |
| -------- | ----------------------------------- | --------------- | --------------- | ----- |
|          | Fernando Jiménez López              | 04/09/1982      | 30/12/1982      | UCD   |
|          | Alicia Izaguirre Albiztur           | 30/12/1982      | 12/07/1984      | PSOE  |
|          | Jesús García-Villoslada Quintanilla | 12/07/1984      | 08/11/1986      | PSOE  |
|          | Antonio Pallares Sánchez            | 24/11/1986      | 17/06/1995      | PSOE  |
|          | Pedro Bofill Abeilhe                | 17/06/1995      | 18/05/1996      | PSOE  |
|          | Alberto Javier Cuartas Galván       | 18/05/1996      | 20/09/2003      | PP    |
|          | Pedro Nalda Condado                 | 20/09/2003      | 24/04/2004      | PP    |
|          | Agustín Jesús Ibáñez Ramos          | 24/04/2004      | 31/12/2011      | PSOE  |
|          | Samuel Ruiz Fuertes                 | 31/12/2011      | 19/06/2018      | PP    |
|          | Pablo Zuloaga                       | 19/06/2018      | 01/04/2019      | PSOE  |
|          | Eduardo Echevarría                  | 01/04/2019      | 12/02/2020      | PSOE  |
|          | Ainoa Quiñones                      | 12/02/2020      | 13/12/2023      | PSOE  |
|          | Eugenia Gómez de Diego              | 13/12/2023      | 30/07/2025      | PSOE  |
|          | Pedro Casares                       | 30/07/2025      | En fonction     | PSOE  |